# Comuna Ciukiv, Nemîriv
Ciukiv (în ucraineană Чуків) este o comună în raionul Nemîriv, regiunea Vinnița, Ucraina, formată din satele Ciukiv (reședința), Ostapkivți și Perepelîcicea.

## Demografie
Componența lingvistică a satului Ciukiv
     Ucraineană (96,14%)
     Rusă (3,03%)
     Alte limbi (0,16%)
Conform recensământului din 2001, majoritatea populației satului Ciukiv era vorbitoare de ucraineană (96,14%), existând în minoritate și vorbitori de rusă (3,03%).